# بوكاهونتاس (فلم 1995)
بوكاهنتس (بالإنجليزية: Pocahontas) يعتبر من سلسلة الأفلام الكلاسيكية لوالت ديزني لقد تم عرضه بدور السينما في 23 يونيو 1995. هو من أوائل الأفلام الكارتونيه التي اخذت من الشخصية الإسطورية التاريخية بوكاهانتس (فتاة من الهنود الحمر).
الفيلم يتحدث عن بطولة فتاة الهندية التي منعت الحرب بين هنود الحمر والانجلنزي، بالإضافة إلى علاقة عاطفيه بين طرفين مختلفين، من خلفيات ومعتقدات وحتى لغه مختلفه. في عام 1998، قد خرج الجزء الثاني من الفلم بعنوان رحلة إلى عالم جديد.

## ملخص القصة
في عام 1607، قدمت سفينه بريطانيه من قبل شركة تدعى فرجينا للعالم الجديد. كان على السفينة القبطان جون سميث والقائد رات كليف. القائد كان يؤمن أن السكان الاصلين يخفون الكنوز والذهب.
علقت السفينة في عاصفة، وقد كاد أن يغرق شاب يافع يدعى توماس لولا مساعدة القبطان جون سميث له، لاحقاً يكشف القبطان عن عدم اهتمامه الكثير بالعالم الجديد.
في العالم الجديد، بوكاهنتس ابنه زعيم القبيلة بواهات، والتي كان مقدرا ان تتزوج كوكوم، كوكوم هو محارب شجاع، ولكن بوكاهنتس تعتقد أنه إنسان لا يلائم شخصيتها.
يقدم القائد بواهات لبوكهانتس عقد والدتها، كهديه. بعد استلامها الهدية تقوم بوكهانتس بزيارة الجدة ويلوا مع اصدقائها راكون ميكوا والطائر فليت. الجدة ويلوا هي شجرة روحيه متحدثه، تحذر الجدة ويلوا بوكاهنتس من قدوم الإنجليز لهم.

## روابط خارجية
- بوكاهونتاس على موقع IMDb (الإنجليزية)
- بوكاهونتاس على موقع ميتاكريتيك (الإنجليزية)
- بوكاهونتاس على موقع الموسوعة البريطانية (الإنجليزية)
- بوكاهونتاس على موقع روتن توميتوز (الإنجليزية)
- بوكاهونتاس على موقع نتفليكس (الإنجليزية)
- بوكاهونتاس على موقع ألو سيني (الفرنسية)
- بوكاهونتاس على موقع Turner Classic Movies (الإنجليزية)
- بوكاهونتاس على موقع أول موفي (الإنجليزية)
- بوكاهونتاس على موقع بوكس أوفيس موجو (الإنجليزية)
- بوكاهونتاس على موقع فيلمافينيتي (الإسبانية)